# Cinemates
Cinemates was een website en Youtube-kanaal dat zowel vlogs als komische sketches kende. Het werd opgericht door Kelvin Boerma samen met Peter de Harder. Het was hun eerste project samen.
Kelvin Boerma was al bezig met Youtube-vlogs toen hij in contact kwam met Peter. Samen ontwikkelde ze een nieuw concept en project. Cinemates heette in eerst instantie The Creaters Productions of kortweg TC. Later veranderde TC in Cinemates. Eind 2010 werd de website gelanceerd En in 2011 verschenen de eerste filmpjes op YouTube. Cinemates was primair een Engelstalig kanaal.
Op maandag bespraken de twee oprichters samen filmpjes die ze hadden gezien of andere voor hen opmerkelijke zaken, en soms ook gaven ze ook reacties op hun eigen filmpjes en de reacties daarop. Op vrijdag werden er een komische sketch geplaatst die door de twee zelf werden gespeeld.
Het duo viel vrij snel op, ondanks dat ze in de eerste jaren niet meteen massaal werden bekeken. In 2012 wonnen Kelvin Boerma en Peter de Harder de YouTube Next Up-competitie. De competitie was bedoeld om mensen met een eigen kanaal op YouTube, de zogenaamde YouTube-partners, te stimuleren. En in 2013 wonnen de twee de titel Jongeren Van Het Jaar 2013. Ze kregen de prijs van 7Days in sciencecenter Nemo in Amsterdam uitgereikt.
Daarna groeide het kanaal door. In 2015 begon men ook Nederlandstalige content te maken. In september 2017 werd de laatst video geplaatst. In het najaar van 2018 wonnen ze een Hashtag Award in de categorie Beste Beauty & Lifestyle met een video die ze produceerde.
Op 28 oktober 2023 maakte Kelvin op zijn eigen kanaal, Kalvijn, een afscheidsvideo voor Peter, omdat hij ging emigreren. Dit markeerde de hereniging van het duo na lange tijd. In de video vertelden ze samen dat de reden waarom ze in 2017 gestopt waren, was omdat hun dromen en ambities verschillend lagen. Het duo was destijds zonder ruzie uit elkaar gegaan.

## Andere verwante projecten

### Potkast
Potkast (tot 2 maart 2015: Cinebuddies) was eveneens een kanaal van Boerma en De Harder. De naam Potkast is afkomstig van het Engelse woord Podcast. Het kanaal startte 18 december 2012. Het was een Nederlandstalige talkshow waarin Kelvin Boerma en Peter de Harder veel verscheidene onderwerpen bespreken. Begin september 2017 is het kanaal veranderd naar het kanaal Petrus, waar Peter de Harder zijn eigen video's op plaatst.

### World Of Cinemates
World Of Cinemates startte op 15 december 2014 in samenwerking met Endemol. Het is een Nederlandse realityserie over Kelvin Boerma en Peter de Harder. Dit kanaal vertoonde video's waarin te zien is hoe ze hun films maken en wat voor dingen ze nog meer beleven buiten het maken van films.

## Andere werken
In 2013 werkten Boerma en De Harder onder de naam Cinemates mee aan de productie van Max En Billy's Drill Machine Girl. De webserie is geregisseerd door Ivan López Nuñez. De hoofdrollen worden vertolkt door Nick Golterman en Steef de Bot. De serie is eigendom van MovieZone en mede geproduceerd door NewBeTV. De serie werd genomineerd voor een International Digital Emmy Award.
Op 8 juni 2015 was het duo van Cinemates te gast bij Makers Chanel Playground waar zij geïnterviewd werden door Eddy Zoëy. Dit werd live uitgezonden op Fox.
In 2016 maakte het duo van Cinemates in samenwerking met AVROTROS meerdere filmpjes om jonger publiek te trekken voor het Gouden Televizier-Ring Gala. In een van de video's werd RTL Late Night geparodieerd. Humberto Tan is te zien als zijn sidekick Luuk Ikink.
In de zomer van 2017 produceerde Cinemates een serie gedramatiseerde vakantievlogs op YouTube. Hoofdrolspeler Thijmen (gespeeld door Pol Buchly) raakte samen met twee vrienden in steeds grotere problemen. In de 57e en laatste video op het kanaal wordt gesuggereerd dat de vrienden fictief ontvoerd en vermoord zijn. Dit bleek uiteindelijk hun manier van een afscheid te zijn.

## Veed Awards
In 2015 hebben Boerma en De Harder samen met Mert Ugurdiken (Mertabi) een eigen YouTube-prijzenshow georganiseerd voor alle Nederlandse youtubers genaamd de VEED Awards. Dit evenement werd in 2016 door het duo georganiseerd, daarna los van ze voortgezet, tot 2019